# Werner Haas (Pianist)
Werner Haas (* 3. März 1931 in Stuttgart; † 11. Oktober 1976 bei Nancy) war ein deutscher Pianist, der vor allem wegen seiner Interpretationen der Klaviermusik von Claude Debussy und Maurice Ravel international bekannt und ausgezeichnet wurde.

## Leben
Werner Haas wuchs in Stuttgart-Feuerbach auf. Der Vater Meinrad Haas (1901–1979) war Architekt und nach dem Zweiten Weltkrieg als Studienrat an der Steinbeis-Gewerbeschule in Stuttgart tätig. Er war ein guter Klavierspieler und gab seinem Sohn ab dem vierten Lebensjahr Klavierunterricht. Die Mutter Martha Haas geb. Hägele (1905–1972) arbeitete als Sängerin am Ingolstädter und später am Pforzheimer Theater. Musik spielte so im Elternhaus von Werner Haas und seiner älteren Schwester Isolde (1929–2013), eine prägende Rolle. Die Begegnung mit dem Lehrer einer Waldorfschule legte den Grundstein zur späteren Beschäftigung mit Rudolf Steiner und der Anthroposophie. Nach dem Besuch der Grundschule und des Leibniz-Gymnasiums in Feuerbach, das er mit der Mittleren Reife verließ, studierte Werner Haas von 1947 bis 1954 als jüngster Student an der Musikhochschule Stuttgart bei Lili Kroeber-Asche und von 1954 bis 1956 in der Meisterklasse von Walter Gieseking am Staatlichen Konservatorium Saarbrücken (damals auch: Conservatoire de Sarrebruck).
Werner Haas war 1953 und 1954 Teilnehmer des Internationalen Musikwettbewerbs der ARD (Arbeitsgemeinschaft der öffentlich-rechtlichen Rundfunkanstalten der Bundesrepublik Deutschland). 1953 erreichte er die Endrunde, schied aber 1954 in der 1. Runde aus.
Bei seinem Stuttgarter Debüt, zwei Jugendkonzerten im Gustav-Siegle-Haus am 16. und 17. September 1955, spielte Werner Haas das Klavierkonzert Nr. 1 b-Moll op. 23 von Tschaikowski, begleitet von den Stuttgarter Philharmonikern unter der Leitung von Hans Hörner. Der erste große Klavierabend am 1. November 1955 fand ebenfalls im Gustav-Siegle-Haus statt. 1958, nach einem Konzert für Nachwuchspianisten (Concert des jeunes) im Salle Pleyel in Paris, bei dem Werner Haas Werke von Debussy spielte, schloss der Direktor der Schallplattenproduktion der Firma Philips France, Igor B. Maslowski, einen exklusiven Schallplattenvertrag mit ihm ab, der unter anderem zu Aufnahmen des gesamten Klavierwerkes von Claude Debussy und Maurice Ravel führte. Es folgte eine internationale Karriere in den Musikzentren Europas, die von Anerkennung vor allem der ausländischen Kritik begleitet war. Eine Kanadatournee konnte wegen des frühen Todes des Pianisten nicht mehr realisiert werden.

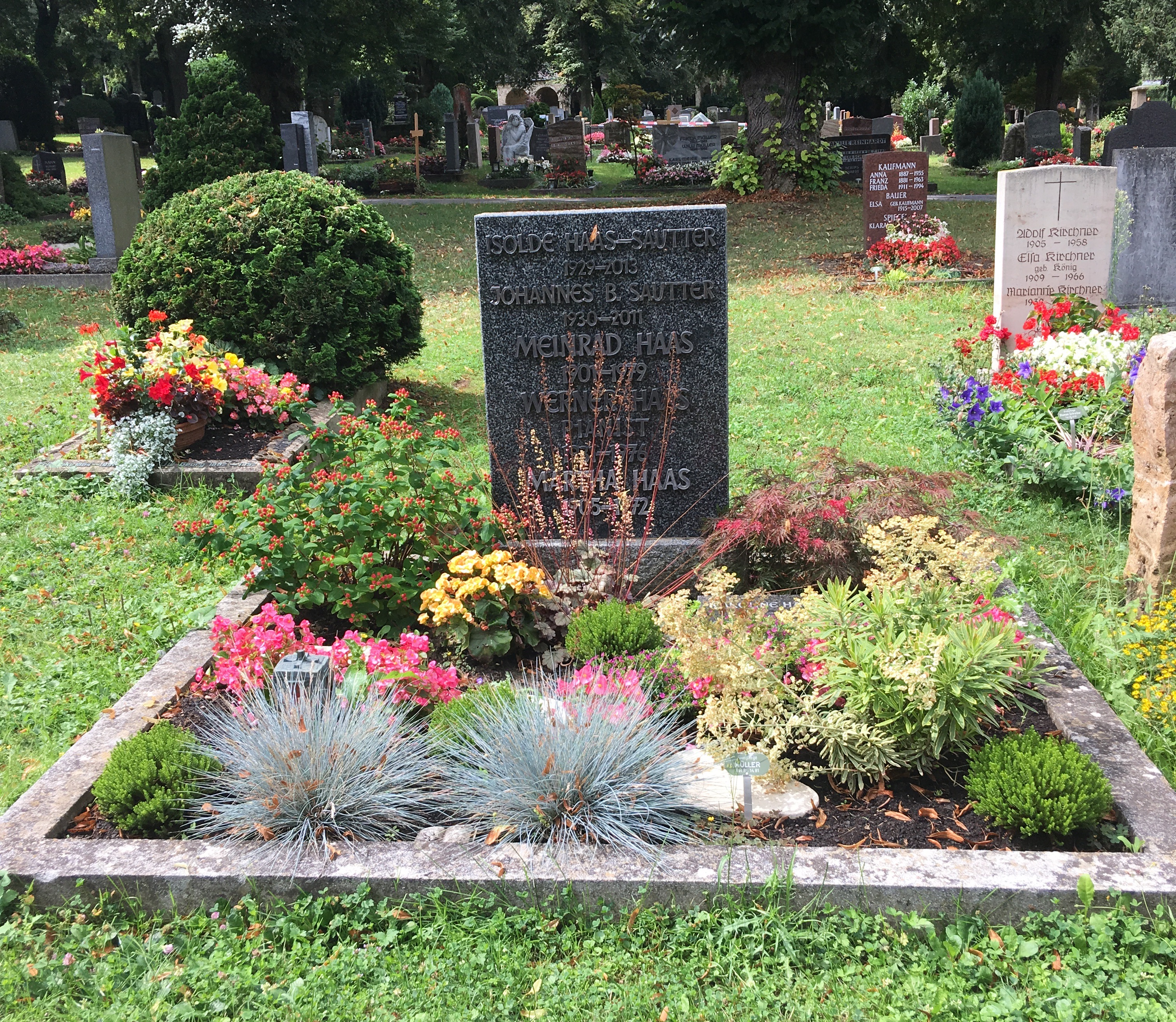
Grab von Werner Haas und seiner Familie auf dem Friedhof Stuttgart-Feuerbach (Abtl. 7).

Auf der Rückfahrt von einer Konzerttournee, die am 4. Oktober 1976 in Göteborg begann und am 9. Oktober in Caen endete, verunglückte Werner Haas bei einem Autounfall am 11. Oktober 1976 in der Ortschaft Lay-Saint-Remy bei Foug in der Nähe von Toul und starb noch auf dem Weg zum Zentralkrankenhaus (Hôpital Central) in Nancy. Werner Haas wurde am 21. Oktober 1976 auf dem Friedhof Stuttgart-Feuerbach beigesetzt.
Werner Haas wurde als ein bescheidener, ausgeglichener Mensch beschrieben, der sich trotz seiner Erfolge und seines Könnens nicht in den Vordergrund drängte. Man schätzte seine Natürlichkeit, sein heiteres Wesen und seinen Humor. Er fühlte sich der Anthroposophie Rudolf Steiners verpflichtet, studierte dessen Werk und war mit den namhaften Anthroposophen seiner Heimatstadt bekannt.  Das offizielle Stuttgart hat sich um die Förderung der Entwicklung des jungen Pianisten wenig gekümmert und auch später wurde die Karriere des Stuttgarters in seiner Heimatstadt nicht wirklich mit Interesse verfolgt.

## Der Pianist
Werner Haas spielte für Philips zahlreiche Schallplatten ein, trat im Rundfunk und Fernsehen auf und entwickelte sich zu einem international erfolgreichen Konzertpianisten und Orchestersolisten. Das Ausland, vor allem Frankreich, feierte ihn wegen seiner Interpretationen der Werke von Claude Debussy und Maurice Ravel als Nachfolger Walter Giesekings („le successeur de Gieseking“) und hielt ihn, angesichts von Aufnahmen wie den beiden Etüdenzyklen op. 10 und op. 25 oder den Walzern von Frédéric Chopin, für einen der großen deutschen Pianisten seiner Generation. Die Wertschätzung in Deutschland war verhaltener. Hier sah man in ihm vorwiegend den nach Frankreich orientierten Pianisten des französischen, amerikanischen und russischen Repertoires wie Debussy, Ravel, Gershwin, Rachmaninov, Tschaikowski, Prokofiev, Skrjabin, Kabalewsky und Stravinsky, Komponisten, die im Repertoire der deutschen Pianisten der Generation von Werner Haas keine große Rolle spielten. Man übersah, dass das Repertoire von Werner Haas auch die Meisterwerke der deutschen Klaviermusik einschloss, zum Beispiel Bach, Mozart, Beethoven, Schubert und Schumann. Diese Meisterschaft in der stilgerechten Interpretation der Klaviermusik verschiedener Jahrhunderte, seine überragende, selbstverständlich und unaufdringlich wirkende Virtuosität, die er ohne Effekthascherei in den Dienst der Musik stellte, machten Werner Haas zu einer im Ausland anerkannten Ausnahmeerscheinung der deutschen und auch europäischen Pianistik der zweiten Hälfte des 20. Jahrhunderts. Dennoch wurde Werner Haas im Kanon der großen Pianisten in Deutschland kaum wahrgenommen. In dem 1965 erschienenen, einflussreichen Buch Große Pianisten in unserer Zeit von Joachim Kaiser findet Werner Haas im letzten, den jüngeren Pianisten gewidmeten Kapitel keine Erwähnung – trotz seines 1961 gewonnenen Grand Prix du Disque und der allseitigen positiven Kritik seiner Schallplatteneinspielungen.
Im November 1961 erhielt Werner Haas den Grand Prix National du Disque 1962 der Académie du disque français für die Gesamteinspielung des Klavierwerkes von Debussy, 1970 den Amsterdamer Edison-Preis (Edison Classical Music Award) für das Gesamtwerk von Ravel. Werner Haas war einer der ersten Pianisten, die (im Jahre 1964) Werke für Klavier und Orchester von George Gershwin in Deutschland im Konzert spielten. Gegen Ende seiner Karriere führte er auch die Klavierkonzerte von Sergei Rachmaninow auf, unter anderem in Teheran.

## Tondokumente

### Schallplattenaufnahmen
- Debussy, sämtliche Klavierwerke,
- Ravel, sämtliche Klavierwerke
- Chopin, Etüden, Walzer
- Tschajkowski, sämtliche Werke für Klavier und Orchester
- Gershwin, sämtliche Werke für Klavier und Orchester:
  - Klavierkonzert in F-Dur
  - Rhapsody in Blue
  - Rhapsodie Nr. 2
  - Variationen über I Got Rhythm
- Toccaten aus drei Jahrhunderten

### Überspielungen auf CD

#### Übertragungen von Schallplattenaufnahmen
Es handelt sich um die bei Philips erschienenen Aufnahmen, die teils von Philips selbst, teils aufgrund privater Initiativen in Lizenz veröffentlicht wurden.

#### Veröffentlichungen von Rundfunkaufzeichnungen
Aufnahmen von Kompositionen von Chopin, Beethoven, Schumann, Mendelssohn, Brahms, Rachmaninow, Skrjabin, Prokofiev, Kabalewski und Stravinsky.